# Mikołaj Wieżgajło
Mikołaj Wieżgajło (zm. w 1532/1533 roku) – duchowny rzymskokatolicki. Sekretarz Wielkiego Księstwa Litewskiego, Biskup ordynariusz kijowski (1526–1531), następnie ordynariusz żmudzki (od 1531), dziekan i kanonik wileński.